# Recipiente in pressione
Un recipiente in pressione  

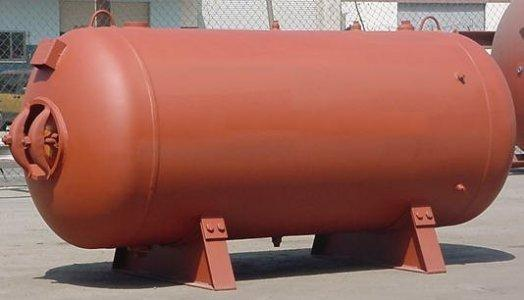
un "Boíto" in pressione di acciaio

(altresì noto colloquialmente con il termine "Boíto"), è un recipiente progettato per contenere gas o liquidi ad una pressione differente da quella esterna. Solitamente il fluido contenuto dal recipiente è ad una pressione più alta di quella esterna.
Alcuni esempi di recipienti in pressione sono: polmoni smorzatori per compressori alternativi, colonne di distillazione in raffinerie e impianti petrolchimici, recipienti di reattori nucleari, serbatoi di gas e di liquidi.

## Progettazione dei recipienti in pressione

Simbologia utilizzata nei P&ID per indicare un recipiente in pressione.

Nella progettazione strutturale di un componente in pressione il progettista riceve come input un "data sheet" meccanico che include tutti i dati e le specifiche di progetto e il suo compito è quello di dimensionare le membrature in pressione. Per farlo vengono utilizzati codici di calcolo che variano in funzione del Paese di destinazione. Tra i più importanti si ricordano Ispesl VSR (Italia), Asme VIII Div. 1 e Div. 2 [1, 2] (Usa), Stoomwezen (Paesi Bassi), PD 5500 (Regno Unito), AD 2000 (Germania), Codap (Francia), Swedish Pressure Vessel Code (Svezia), Tbk (Norvegia), Gost (Russia), JIS (Giappone), AS 1210 (Australia) e, nell'ambito della normativa PED, si cita il codice europeo EN-13445.
I recipienti in pressione devono essere progettati in modo da essere eserciti in sicurezza ad una determinata pressione. La differenza di pressione tra interno ed esterno, infatti, crea uno stato di tensione nel materiale con cui il recipiente è costruito. Il progettista deve realizzare un recipiente che resista a questo stato di tensione senza sollecitazioni che possano causare perdite, rotture o situazioni di pericolo per persone e cose.
La pressione è il parametro operativo più importante, ma ve ne sono altri che non possono essere trascurati.
La temperatura di esercizio influenza le proprietà meccaniche del materiale e può provocare deformazioni permanenti (fenomeni di scorrimento a caldo).
I fluidi a contatto con il recipiente sono un altro parametro dimensionante, in quanto possono determinare attacchi chimici ai materiali, tali da causare fenomeni di corrosione o di fragilizzazione.
Infine è importante valutare le condizioni di esercizio del recipiente, in quanto variazioni cicliche della pressione e della temperatura (sollecitazione a fatica) tendono a ridurne la vita residua.
I parametri su cui il progettista può agire, compatibilmente con i vincoli di costo e di progetto (ingombri massimi, necessità di bocchelli, etc.), sono:
- forma del recipiente
- spessore delle pareti
- selezione del materiale
- controlli non distruttivi in costruzione
- verifiche in esercizio

La forma più conveniente per minimizzare la tensione nel recipiente è quella sferica. In tal caso la tensione vale:
{\displaystyle \sigma \ ={\frac {pr}{2s}}}
Nella formula {\displaystyle \sigma \ } è la tensione, {\displaystyle p} la pressione, {\displaystyle r} il raggio, {\displaystyle s} lo spessore del recipiente, se raggio e spessore sono espressi nelle stesse unità la sollecitazione sul recipiente è nelle stesse unità della pressione.

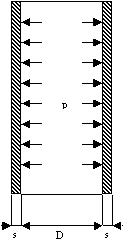
Schema esemplificativo della pressione interna agente in un recipiente cilindrico.

Viste le difficoltà pratiche che si incontrano nel costruire un recipiente di forma sferica, la forma più comunemente adottata è quella cilindrica. In tal caso, si avrà anche tensione circonferenziale nel tratto lineare:
{\displaystyle \sigma _{c}={\frac {pr}{s}}}
Un altro importante accorgimento relativamente alla forma è la necessità di ridurre le discontinuità geometriche, come spigoli, brusche variazioni di spessore, intagli, etc.
Le formule sopra menzionate sono calcolate mediante una teoria semplificata (teoria della membrana) e valgono nel caso che lo spessore sia trascurabile rispetto al raggio. Si considerano applicabili se lo spessore è inferiore a circa 7-10% del raggio.
Una volta selezionato il materiale di costruzione, la tensione ammissibile è fissata (è strettamente correlata alle caratteristiche meccaniche del materiale). Si osserva dalle formule 
che al crescere della pressione e del raggio occorre aumentare lo spessore del recipiente affinché la tensione effettiva non superi la tensione ammissibile.
Quando lo spessore non è più trascurabile rispetto al raggio, le formule sopra menzionate non sono più abbastanza precise, quindi è necessario valutare lo stato di tensione in ogni punto del recipiente.
Si può dimostrare che in un recipiente di grande spessore, con pressione interna maggiore di quella esterna, la tensione varia parabolicamente nello spessore del recipiente e la regione più sollecitata è quella interna, a contatto con il fluido.
Fissato il raggio interno del recipiente, non è conveniente, dal punto di vista economico, aumentare lo spessore oltre un certo limite, per le difficoltà ed i costi che si presentano nella costruzione di recipienti di forte spessore. Per questo motivo, per la costruzione di recipienti a pressioni molto alte, vengono adottate soluzioni costruttive particolari.

## Requisiti costruttivi di recipienti a pressione
Tutte le normative per recipienti a pressione, pur essendo diverse per quel che riguarda i particolari, concordano su alcuni requisiti relativi alla costruzione dei recipienti stessi:
- uso di materiali di origine controllata e certificata
- uso di procedimenti di costruzione qualificati e verificati
- effettuazione di controlli distruttivi e non distruttivi prima della messa in esercizio del recipiente

Il primo requisito viene dalla rilevanza che ha la sollecitazione ammissibile, e la costanza di questo parametro, nella sicurezza di progetto del recipiente.
Il secondo requisito viene dal fatto che, salvo limitate eccezioni, i recipienti a pressione sono costruiti per saldatura di lamiere, quindi è necessario garantire che la presenza di giunti saldati non deprima le caratteristiche meccaniche del materiale base, e, nel caso di recipienti soggetti ad ambiente aggressivo, che non rappresenti un punto debole nei confronti della corrosione.
Infine le verifiche ed i controlli servono a garantire che la qualità del recipiente sia quella richiesta dalle normative.

## Accorgimenti costruttivi per recipienti ad alte pressioni

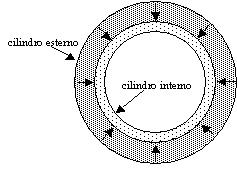

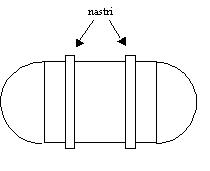

### Autoforzatura per plasticizzazione
Una volta costruito il recipiente, prima di metterlo in esercizio, lo si sottopone ad una pressione interna, che deve essere opportunamente determinata, più elevata di quella di esercizio. In tal modo l'interno della parete si plasticizza, ovvero esce dal proprio campo di elasticità e resta permanentemente deformato. Per effetto della plasticizzazione, nel materiale permane uno stato di tensione anche quando esso non è sollecitato dalla pressione. Questo stato di tensione è benefico perché si oppone a quello dovuto alla pressione, migliorando quindi la resistenza del recipiente.

### Recipienti multi-strato
Anziché realizzare un recipiente cilindrico con un'unica parete deputata a resistere alla pressione, si può realizzare un recipiente multi-strato. Questo consiste di due (o più) recipienti cilindrici concentrici. Per migliorare lo stato di tensione i cilindri devono essere montati con interferenza, ovvero il cilindro interno deve essere più grande della cavità del cilindro esterno. Ovviamente sarebbe impossibile accoppiare i due cilindri a temperatura ambiente. Occorre quindi scaldare il cilindro esterno fino a quando esso si dilata a sufficienza per permettere l'inserimento del cilindro interno. Dopo l'accoppiamento, il raffreddamento tende a riportare il cilindro esterno alle dimensioni originarie e quindi a comprimere il cilindro interno (vedi figura). Lo stato di tensione dovuto alla compressione è opposto a quello indotto dal fluido in pressione durante l'esercizio e quindi migliora la resistenza del recipiente.
Questo accorgimento costruttivo è particolarmente benefico per recipienti che contengono fluidi chimicamente aggressivi. Infatti in tal caso è necessario che il solo strato interno, e non l'intero recipiente, sia costruito con un materiale speciale.

### Recipienti fasciati
I recipienti fasciati sfruttano lo stesso principio dei recipienti multi-strato, ma sono più semplici.
Il recipiente è costituito da un unico cilindro, sulla cui parete esterna sono avvolti alcuni nastri che comprimono il cilindro. Anche in questo caso i nastri sono avvolti e fissati a caldo. La compressione avviene a seguito del raffreddamento e genera uno stato di tensione favorevole per la resistenza del cilindro alla pressione interna.

## Analisi delle sollecitazioni di recipienti in pressione
L'analisi delle sollecitazioni è la fase fondamentale nella valutazione della sicurezza progettuale dei recipienti in pressione. La prima normativa che ha imposto la verifica di componenti con l'analisi delle sollecitazioni è stata ASME Boiler and Pressure Vessel Code Sez. III (Nuclear Vessels) - 1969.

### Origine delle sollecitazioni
Le sollecitazioni in un corpo sottoposto a carichi e vincoli esterni possono essere dovute a due cause:
- Sollecitazioni di equilibrio dovute alla necessità di soddisfare le condizioni di equilibrio per il sistema dei carichi esterni.
- Sollecitazioni di congruenza dovute alla necessità di rispettare i vincoli esterni ed interni della struttura.

Le sollecitazioni di equilibrio sono quelle legate direttamente ai carichi meccanici (es. lo sforzo normale dovuto ad una forza di trazione esterna su una barretta prismatica). Queste sollecitazioni sono indipendenti dal materiale della struttura quindi non esistono meccanismi interni di limitazione.
Le sollecitazioni di congruenza sono legate alla geometria del corpo ed al sistema di vincoli esterni, (es. le sollecitazioni che si generano all'attacco fra un fondo emisferico ed un fasciame cilindrico in un recipiente a pressione), quindi sono diverse a seconda della rigidezza delle strutture (o, in modo leggermente meno preciso, a seconda del modulo di elasticità dei materiali componenti la struttura). Questo comporta che, aumentando le deformazioni della struttura, ed in particolare se una parte della struttura supera il limite di elasticità, queste sollecitazioni vengono limitate al limite plastico del materiale.
In alcuni casi sia le sollecitazioni di equilibrio sia le sollecitazioni di congruenza possono avere un distribuzione che porta ad un sensibile aumento di sollecitazione in un volume estremamente ridotto del materiale (es. le sollecitazioni in prossimità di un intaglio geometrico). Queste sollecitazioni hanno la caratteristica di non essere legate a deformazioni diffuse nella struttura.

### Classificazione delle sollecitazioni
Il codice ASME Boiler and Pressure Vessels fornisce una classificazione delle sollecitazioni, imponendo limiti diversi per le diverse categorie. In questa categorizzazione, data l'applicazione particolare per cui è stata studiata, sono presenti alcune ipotesi che non sempre possono essere estrapolate ad altri tipi di struttura.
- Sollecitazioni primarie di membrana (Pm) sono le sollecitazioni dovute a carichi esterni medie nello spessore del recipiente, lontano da discontinuità. In altri termini, supponendo che lo spessore del recipiente sia infinitesimo rispetto al raggio di curvatura (da qui il nome "di membrana") sono le sollecitazioni richieste per l'equilibrio delle forze esterne agenti. Ovviamente nel caso dei recipienti a pressione queste sollecitazioni devono essere limitate a valori sufficientemente distanti dal limite imposto al materiale, che può essere sia il limite di snervamento, sia il limite di rottura. Per ogni materiale e per ogni temperatura a cui può operare, il codice ASME fornisce il valore a cui sono limitate queste sollecitazioni (Sm).
- Sollecitazioni primarie di flessione (Pb) sono la parte di sollecitazione variabile nello spessore del recipiente (o, in termini meccanici, la parte di sollecitazione che tiene conto che il carico agisce su una faccia del recipiente, mentre le sollecitazioni agiscono su tutto lo spessore). Limitando queste sollecitazioni si vuole limitare il rischio di una plasticizzazione completa della sezione, considerando che il rapporto fra il carico che provoca il primo snervamento della sezione ed il carico che porta alla completa plasticizzazione della sezione stessa (cerniera plastica) è una costante dipendente solo dalla geometria della sezione stessa (k), il limite per le sollecitazioni di membrana e flessione (Pm+Pb) è dato da k*Sm, per i recipienti a pressione si assume il k di una sezione rettangolare, cioè 1.5.

- Sollecitazioni primarie locali (PL) queste sollecitazioni sono le sollecitazioni dovute a carichi meccanici che si generano in presenza di bruschi cambiamenti geometrici nel recipiente a pressione (tipicamente all'attacco fra il fasciame cilindrico ed i fondi curvi ed all'attacco dei bocchelli). Queste sollecitazioni, essendo dovute alla necessità di continuità della struttura deformata, hanno le caratteristiche di sollecitazioni di congruenza, quindi non possono superare il limite di snervamento del materiale. Tuttavia, data la loro origine tipicamente meccanica, sono soggette a limiti più restrittivi delle sollecitazioni secondarie. In pratica sono sempre sollecitazioni mediate nello spessore (di membrana), e sono limitate a 1.5*Sm. In questo modo viene garantita una plasticizzazione solo ai bordi estremi della sezione.
- Sollecitazioni secondarie (Q) sono le sollecitazioni di congruenza vere e proprie, dovute principalmente alle differenze di temperatura fra le varie sezioni del recipiente e, soprattutto, alle differenze di temperatura fra la faccia interna e quella esterna del recipiente. Queste sollecitazioni non possono portare al collasso del componente, nel caso di componenti realizzati con materiali che abbiano un comportamento elasto-plastico, dato che sono limitate dalla sollecitazione di snervamento. Inoltre, se queste sollecitazioni avvengono su un materiale ideale perfettamente plastico (cioè che, una volta raggiunto il limite di elasticità, non assorbe più energia per aumento di sollecitazioni, ma solo per aumento di deformazioni) e se la deformazione imposta è inferiore al doppio della sollecitazione che si ha al limite elastico, si può dimostrare che avviene il fenomeno detto shakedown, cioè che, dopo un numero limitato di cicli, la deformazione si stabilizza senza aumentare nel corso della vita del componente. Questo limite viene imposto limitando la massima variazione di sollecitazione (se calcolata supponendo il materiale perfettamente elastico) a 3*Sm.
- Sollecitazioni di picco (F) sono quelle sollecitazioni che si manifestano solo in volumi limitati di materiale, come in prossimità di intagli o all'interfaccia fra il materiale resistente del recipiente ed un rivestimento (cladding). Queste sollecitazioni possono arrivare a valori nominali molto elevati, ma non portano, in condizioni di esercizio normale, ad un collasso immediato della struttura. Quindi le sollecitazioni di picco sono verificate tramite un'analisi a fatica. Nelle norme ASME vengono fornite una serie di curve per le classi di materiali utilizzati per i recipienti, curve che rappresentano l'inviluppo delle curve limite dei vari tipi di cicli affaticanti. In queste curve sono già inseriti i fattori di sicurezza sia per cicli sia per sollecitazioni, quindi possono essere confrontate direttamente con le sollecitazioni ottenute dal calcolo.

Nella discussione della voce analisi delle sollecitazioni (ASME) è riportato un esempio di analisi delle sollecitazioni per un recipiente a pressione.

### Pressione massima (teorica) per recipienti cilindrici
La pressione interna massima teorica che può essere sostenuta da un recipiente cilindrico è uguale alla sollecitazione limite che si impone al materiale per sollecitazioni flessionali. Infatti la sollecitazione al lembo interno di un recipiente cilindrico soggetto a pressione interna è data da:
{\displaystyle \sigma =p\left({\frac {R^{2}+r^{2}}{R^{2}-r^{2}}}\right)}
dove σ è la sollecitazione circonferenziale sul recipiente (componente massima delle sollecitazioni principali), p è la pressione agente, R è il raggio esterno del recipiente e r è il raggio interno del recipiente.
Quindi, se si impone una certa σ massima e si vuole calcolare R in funzione della pressione (lasciando r costante) si ha:
{\displaystyle R^{2}=r^{2}\left({\frac {\sigma +p}{\sigma -p}}\right)}
Come si vede questo significa che per p → σ R → ∞, mentre per p > σ non esistono soluzioni reali per R.